# Turhan Përmeti
Turhan Pasha Përmeti (Përmet, 1838 – 1927) was een Albanese politicus van het Ottomaanse Rijk, nadien van Albanië. Zijn politieke functies in het Ottomaanse Rijk waren onder meer gouverneur van Kreta en ambassadeur in Sint-Petersburg. Zijn gouverneurschap in Kreta eindigde in 1896 door een opstand. Dit zou uiteindelijk ook leiden tot het verlies van Kreta voor het Ottomaanse Rijk.
Tevens was Përmeti de allereerste premier van het vorstendom Albanië. Doordat hij zich niet volledig kon aanpassen aan zijn nieuwe nationaliteit zou hij, volgens zijn tijdgenoten, niet hebben voldaan aan de noden van de Albanezen. Hierdoor werd hij beide keren afgezet als premier.